# Саймон, Пимен Евстафьевич
Пи́мен Евста́фьевич Са́ймон (англ. Pimen Simon; род. 2 сентября 1947, Эри, Пенсильвания) — священнослужитель Русской православной церкви заграницей, протоиерей, настоятель Рождественского единоверческого прихода в Эри в США.

## Биография
Родился 2 сентября 1947 года в городе Эри, штат Пенсильвания, США, в семье русских эмигрантов беспоповцев-поморцев. Вместе с другими старообрядцам, приехавшими в США во второй половине XIX — начале XX века они в 1916-м году основатели приход Христорождественской церкви.
Как и большинство его двоюродных братьев, будущий пастырь следовал благочестивому примеру своего деда Василия Саймона (Соловьёва) и с раннего детства принимал активное участие в богослужениях местной старообрядческой общины. Начал петь на клиросе в возрасте восьми лет, а в 15-летнем возрасте, после смерти деда, его богослужебное послушание на протяжении многих лет — чтение Апостола — поручили исполнять Пимену. В юношеские годы летом посещал ежедневные занятия для подготовки будущих наставников и для повышения уровня богословской и литургической грамотности молодых людей в общине, которые проводил наставник прихода.
По окончании общеобразовательной школы в Эри поступил в Колгейтский университет в Гамильтоне, штат Нью-Йорк, который с отличием закончил в 1969 году по специальности русский язык. В том же году женился. В 1972 году окончил юридический факультет университета в Питтсбурге, после чего вместе с женой Марией вернулись в Эри. Работая по специальности, активно участвовал в духовной жизни прихода.
В 1976 году принял просьбу общины о том, чтобы стать наставником прихода, который, по его словам, к тому времени умирал: «в то время у нас был наставник с личностными проблемами, и приход в буквальном смысле слова погибал. Три поколения наших прихожан жили в Америке, и к тому времени большинство из них очень мало разбирались в вере и в истории Русской Церкви — и в том, что это всё значит для нас. Всё меньше и меньше прихожан участвовали в службах и деятельности прихода, и, наконец, настало время, когда мы с женой сочли своим долгом, чтобы я, ради спасения прихода, оставил юридическую практику и стал наставником».
В ноябре того же года он оставил юридическую практику и был благословлён на принятие наставничества. После долгих прений и рассуждений решил, что в будущем необходимо ввести в богослужения английский язык, что началось частично делаться с Недели о блудном сыне в 1980 году. Двумя годами позднее, внимательно изучив историю раскола в Русской Православной Церкви в XVII веке, пришёл к заключению о необходимости сделать всё возможное для воссоединения с полнотой Церкви. Из членов общины была выбрана комиссия по изучению этого вопроса, результатом работы которой стало голосование всех членов общины. Около 80 процентов прихожан высказалось за присоединение к Русской Православной Церкви Заграницей, которая в 1974 году приняла решение о полной равночестности нынешних новый чинов и обрядов и бывших в употреблении в Русской Церкви до патриарха Никона. Рассматривались также варианты присоединения к Православной церкви в Америке, Московскому Патриархату и белокриницкой иерархии. Присоединение к ПЦА было отвергнуто из-за сокращения богослужения и нестрогости постов. Московский патриархат и белокриницкая иерархия не подошли из-за того, что находились под контролем советской власти. Последняя также и потому, что «она начиналась с единственного епископа, который потом хиротонисал других епископов». По собственным воспоминаниям, «в 1982 году, когда я впервые присутствовал на Божественной литургии на съезде Русской Зарубежной Церкви в Ипсвиче, штат Массачусетс, когда мы ещё были беспоповцами, я расплакался, думая о всех моих предках, проживших всю жизнь и ни разу не приобщившихся Святых Христовых Таин. И на следующее утро я опять расплакался, думая о невинных детях в моём приходе и во всех беспоповских приходах, которые никогда не причащались. Я принял твёрдое решение, что наше поколение будет последним, живущим в расколе».
24 июля 1983 года был рукоположён во священника архиепископом Сиракузским Лавром (Шкурлой), а церковь Рождества Христова Ирийской общины была освящена после 64 лет с начала проведения в ней богослужений. В течение Успенского поста 1983 года отец Пимен совершил таинство миропомазания над 500 прихожанами Ирийского храма. Все они впервые в жизни причастились Святых Христовых Таин в день праздника Успения Пресвятой Богородицы. По собственным воспоминаниям, «когда мы приняли священство, у нас были несогласные. Некоторые ушли. Некоторые меня публично порицали. Некоторые плевали на мою жену в общественных местах. Некоторые утверждали что я получил в подарок красный „кадиллак“ в награду за моё предательство чистой старообрядческой веры».
C 1990-х поддерживал связи с единоверцами в России, принадлежавшими к Московскому патриархату. В 2000-е годы был сторонником примирения РПЦЗ с Московским Патриархатом.
В мае 2006 года был участником IV Всезарубежного Собора Русской православной церкви заграницей, где выступил с докладом, в котором проводил параллель между зарубежниками, не желавшими объединяться с Московским Патриархатом и старообрядцами, не желавшими примирения с «никонианской» церковью: «владыка Даниил говорил мне, что с большинством старообрядцев проблема заключалась в том, что после каждого ответа православных на старообрядческий вопрос, последние всегда выдвигали ещё одно требование прежде чем могло произойти единение. А теперь? Мы обращаемся с просьбами (или требованиями). Сотрудничество между Церковью и государством должно прекратиться. Похоже, что собор МП 2000 года даёт ответы. Новомученики и царственные мученики должны быть прославлены. Должно быть проявлено покаяние. Но, по сути дела, что бы не предпринималось, верующие выросшие слушая брань направленную на МП, никогда не будут удовлетворены, так же как и большинство старообрядцев никогда не примкнут к новообрядцам, невзирая ни на что».